# Ololygon arduous
Espèce
Synonymes
- Scinax arduous Peixoto, 2002

Statut de conservation UICN

 DD  : Données insuffisantes
Ololygon arduous est une espèce d'amphibiens de la famille des Hylidae.

## Répartition
Cette espèce est endémique de l'État d'Espírito Santo au Brésil. Elle se rencontre vers 700 m d'altitude à Santa Teresa,.

## Description
La femelle holotype mesure 26,2 mm et le mâle paratype 19,5 mm.

## Publication originale
- Peixoto, 2002 : Uma nova espécie de Scinax do grupo perpusilla para Santa Tereza, Estado do Espirito Santo. Boletim do Museu de Biologia Mello Leitão, Santa Tereza, vol. 13, p. 7-15 (texte intégral).